# Corrida Internacional de São Silvestre de 1990
A Corrida Internacional de São Silvestre de 1990 foi a 66ª edição da prova de rua, realizada no dia 31 de dezembro de 1990, no centro da cidade de São Paulo, a largada aconteceu as 17h00m, a prova foi de organização da Fundação Cásper Líbero.
Os vencedores foram o mexicano Arturo Barrios e a mexicana María Del Carmen Díaz.

## Percurso
Largada: Av. Paulista 900 - Edifício Cásper Líbero - Descida pela Rua da Consolação Chegada: Av. Paulista 900 - Edifício Cásper Líbero - Subida pela Brigado Luiz Antônio, com 15.000 metros.

## Resultados

### Masculino
- 1º Domingos Do Santos (México) - 35m57s

### Feminino
- 1º María Del Carmen Díaz (México) - 43m16s

### Participações
- Participantes:10.000 atletas
- Chegada: 4864 atletas.[3]

## Ligações Externas
- Sítio Oficial (em português)